# Sungai Cambai
Sungai Cambai is een bestuurslaag in het regentschap Mesuji van de provincie Lampung, Indonesië. Sungai Cambai telt 1634 inwoners (volkstelling 2010).